# Our World In Data

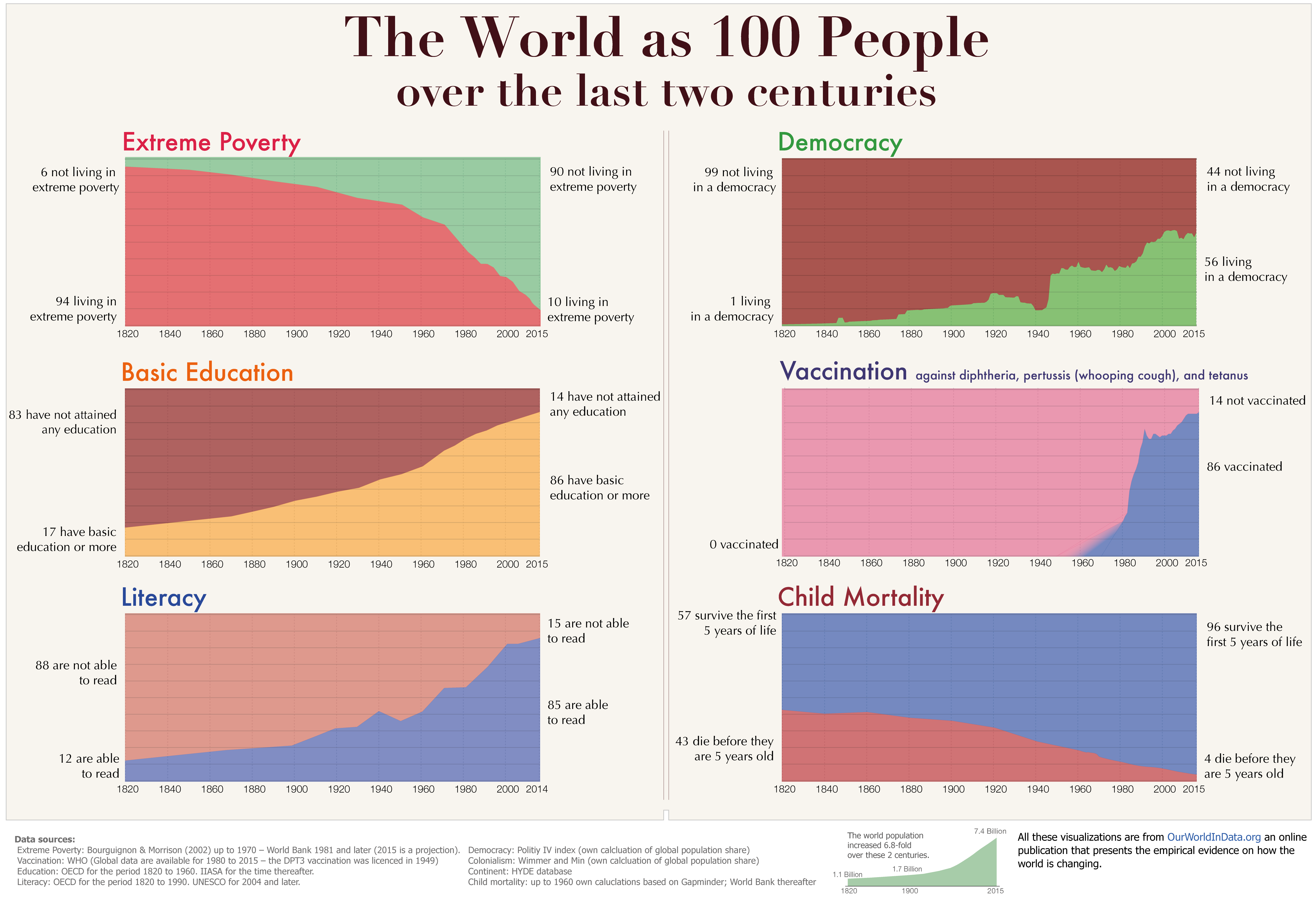
Compilação de cinco gráficos da organização, mostrando as percentagens globais dos últimos dois séculos em cinco fatores: pobreza extrema, democracia, educação básica, vacinação, alfabetização e mortalidade infantil.

Our World In Data (Nosso Mundo em Dados, em tradução literal) é uma publicação digital especializada em expor pesquisas empíricas e dados analíticos sobre mudanças nas condições de qualidade de vida ao redor do mundo. A publicação especializa-se em criar visualizações de dados interativas, principalmente gráficos e mapas, além de análises críticas sobre o que impulsiona o desenvolvimento, os fatores que levam as mudanças observadas e suas consequências no mundo.

## História
Foi criada por Max Roser, historiador social e economista de desenvolvimento, sob tutela da Universidade de Oxford em 2011. Atualmente não se especializa em uma úncia matéria, cobrindo uma vasta gama de tópicos em muitas disciplinas acadêmicas, incluindo: violência, direitos, guerras, tendências na saúde, provisão de alimentos, cultura, eficiência energética, educação e mudanças ambientais.
O objetivo de cobrir todos esses aspectos num único meio é de assim tornar possível compreender o modo como as tendências de longo prazo se interconectam. O projeto possui um sistema de intra-referenciamento, no qual os artigos produzidos ligam-se uns aos outros, de modo que o leitor possa acompanhar os fatores das tendências observadas.
Our World In Data é disponibilizado inteiramente como um bem público, sendo que todo o conteúdo está disponível para download gratuito. Todas as visualizações criadas são lançadas sob um licença Creative Commons e todas as ferramentas de criação estão concedidas livremente, sendo que seus códigos estão disponíveis através do GitHub. O site é, atualmente, totalmente financiado através de pequenas doações individuais dos leitores da publicação.

## Uso
Em 2021, o site colecionava 89 milhões de visitas únicas.
O site é amplamente utilizado pelos meios de comunicação. O The Washington Post, o The New York Times, e o The Economist já utilizaram o website como fonte para suas reportagens. Além disso, autores como John Green e Steven Berlim Johnson usam-no em seus trabalhos. Tina Rosenberg salientou no New York Times que o OurWorldInData apresenta o "contexto amplo que é um importante contraponto para o bombardeio constante de notícias internacionais negativas". O psicologo e linguista Steven Pinker colocou Roser do OurWorldInData em sua lista pessoal de "destaques culturais" e explicou em seu artigo sobre 'as mais interessante publicações científicas recentes" por que ele considera a publicação importante.
O Our World in Data é citado ainda em periódicos científicos, de medicina, e de ciências sociais.